# Iwan Hryhorowytsch-Barskyj
Iwan Hryhorowytsch Hryhorowytsch-Barskyj (ukrainisch Іван Григорович Григорович-Барський, russisch Иван Григорович-Барский, Iwan Grigorowitsch-Barski; * 1713 in Litky bei Browary, Kosaken-Hetmanat, Zarentum Russland; † 10. September 1791 in Kiew, Russisches Kaiserreich) war ein Architekt des Ukrainischen Barocks.
Iwan Hryhorowytsch-Barskyj wurde in eine Kaufmannsfamilie geboren. Sein Vater Hryhoryj stammte aus der kleinen Stadt Bar, weshalb er Barskyj genannt wurde. Iwan Hryhorowytsch-Barskyj war der jüngere Bruder des Schriftstellers und Reisenden Wassyl Hryhorowytsch-Barskyj (Васи́ль Григо́рович Григоро́вич-Ба́рський; 1701–1747) und studierte wie dieser an der Mohyla-Akademie in Kiew. Iwan Hryhorowytsch-Barskyj entwarf viele Gebäude und Kirchen in Kiew und der Ukraine.

## Werk
Zwischen 1752 und 1763 erbaute er zusammen mit dem Architekten Andrei Wassiljewitsch Kwassow in Koselez die Kathedrale der Geburt der Jungfrau, die heute ein architektonisches Denkmal von nationaler Bedeutung ist. Des Weiteren war er der Architekt des 1760 erbauten und 1937 abgetragenen Glockenturms der Kirche des heiligen Kyrill in Kiew, des 1935 zerstörten Kloster Meschyhirja in Nowi Petriwzi, des in den Jahren 1748/49 erbauten Samsonbrunnens und der zwischen 1766 und 1772 erbauten Pokrowska-Kirche im Kiewer Stadtteil Podil sowie weiterer Gebäude in der heutigen Ukraine. Außerdem hat er das Haus von Peter I. in Podil umgebaut und um einen Risalit erweitert.

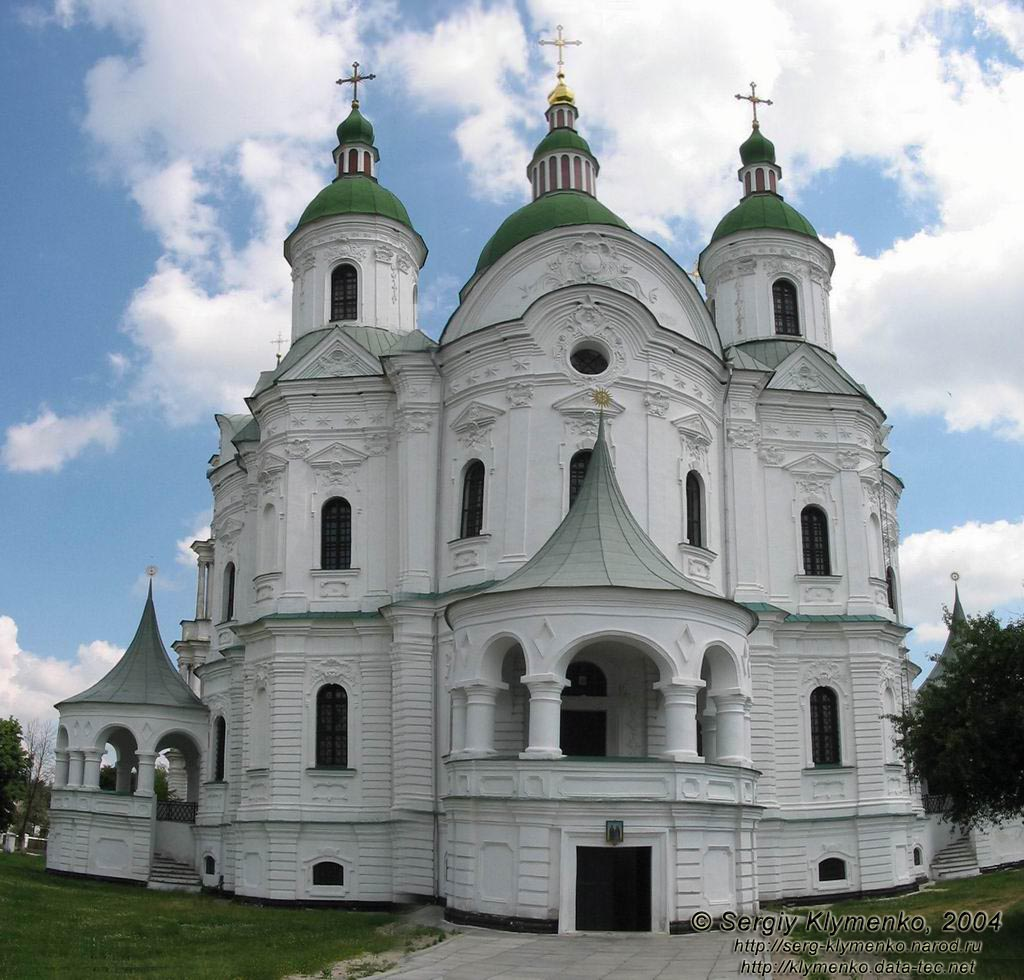
Kathedrale in Koselez
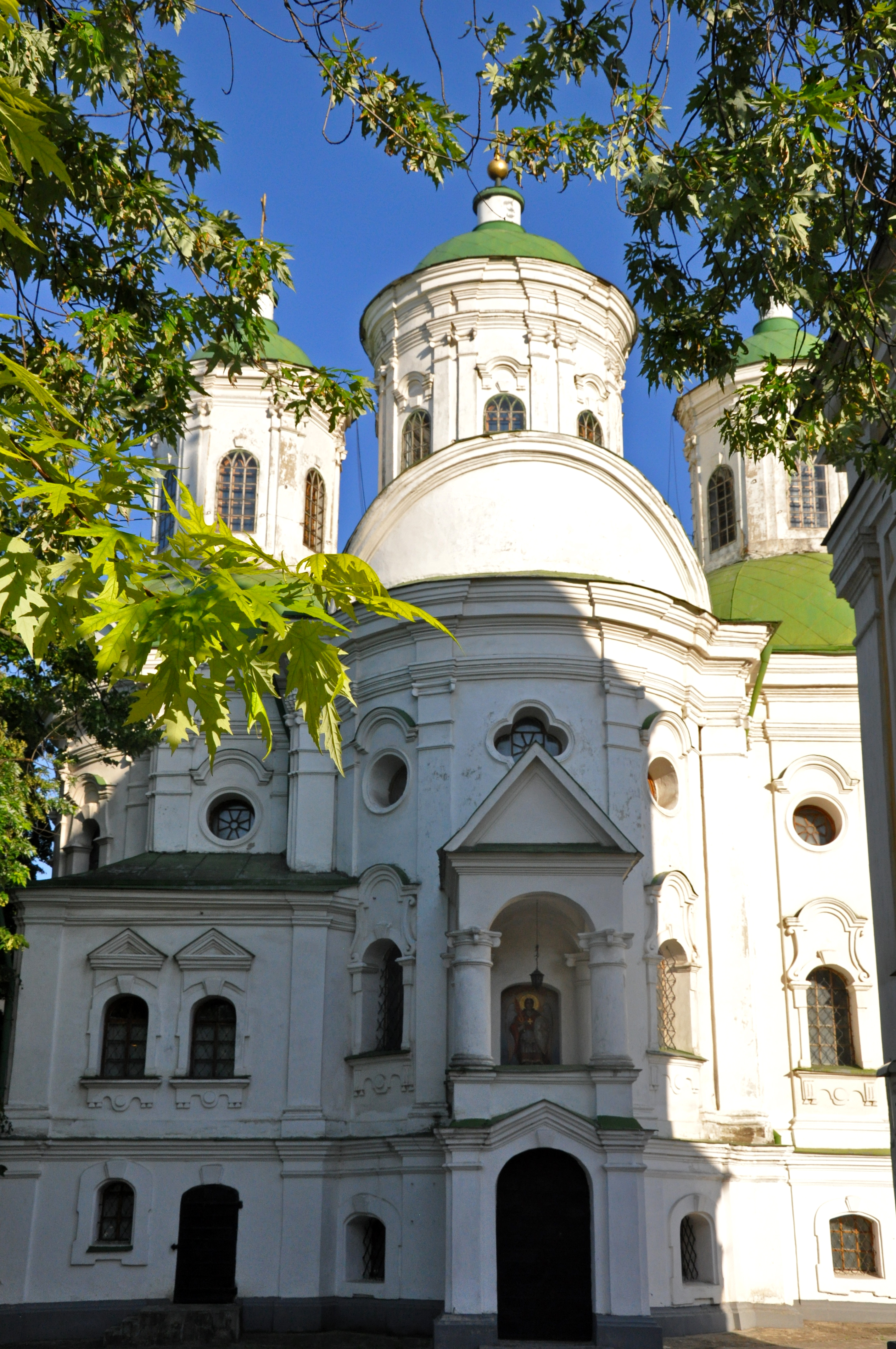
Pokrowska-Kirche in Kiew
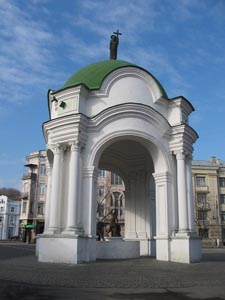
Samson-Brunnen in Kiew
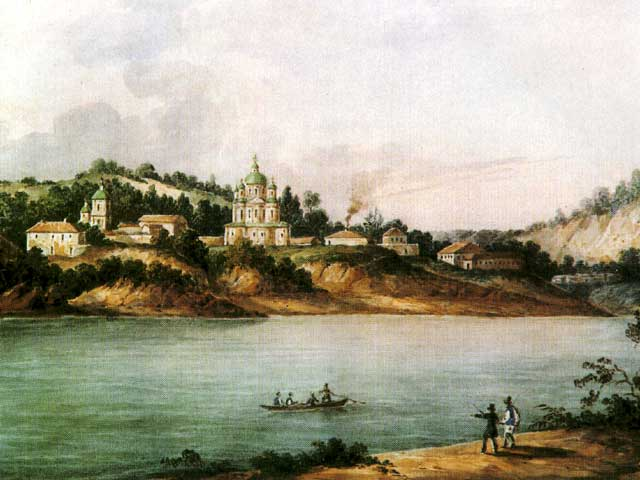
Kloster Meschyhirja in Nowi Petriwzi bei Kiew
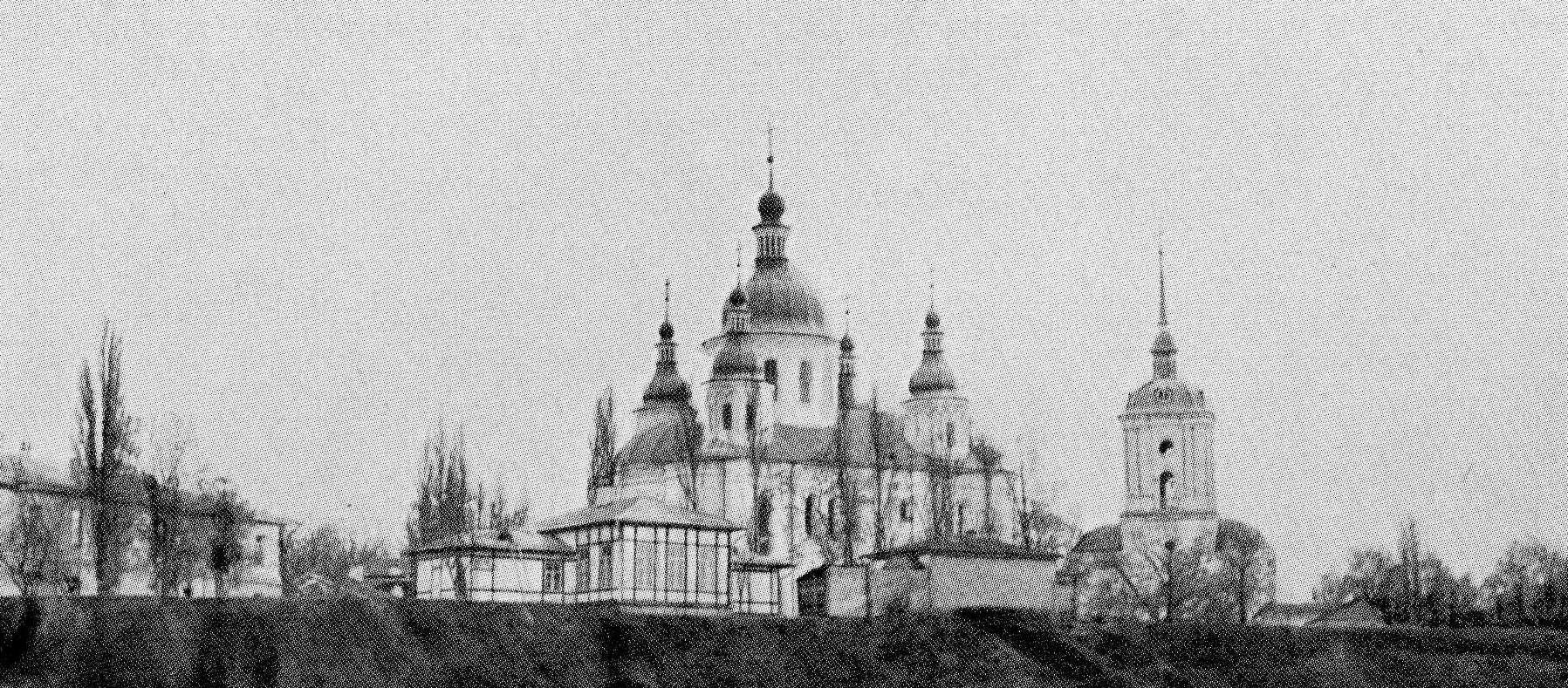
St.Kyrill-Kloster mit Glockenturm im Vordergrund
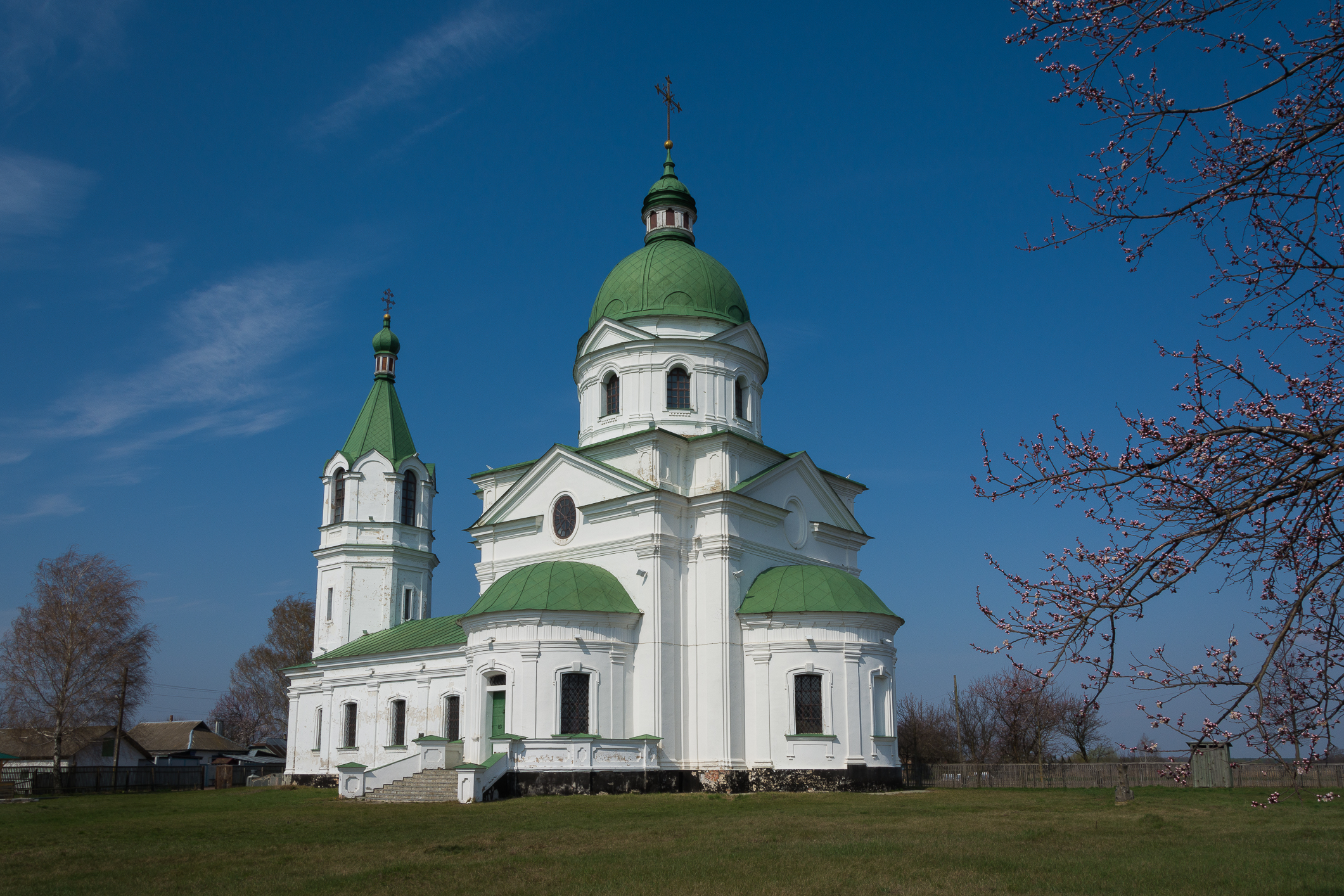
Drei-Heiligen-Kirche in Lemeschi